# MAGIC (愛内里菜の曲)
「MAGIC」（マジック）は、2009年10月21日に発売された、愛内里菜の31枚目のシングル。CDコードはGZCA-7152（初回限定版）、GZCA-7153（通常版）。

## 概要
愛内里菜ソロ名義では、「START」以来5年振り、そして最後となるテレビアニメ『名探偵コナン』のタイアップである。

## 収録曲
1. MAGIC
  - 作詞：愛内里菜　作曲：大野愛果　編曲：葉山たけし
2. hands
  - 作詞：愛内里菜　作曲：太田俊秋　編曲：古井弘人
3. MAGIC -instrumental-
4. hands -instrumental-

### 初回限定盤DVD
1. MAGIC -music clip-
2. MAGIC -making shot-

## タイアップ
- よみうりテレビアニメ『名探偵コナン』オープニングテーマ（#1）。

## 収録アルバム
- ALL SINGLES BEST 〜THANX 10th ANNIVERSARY〜（#1）
- THE BEST OF DETECTIVE CONAN 4 〜名探偵コナン テーマ曲集4〜（#1）

| テレビアニメ『名探偵コナン』オープニングテーマ 2009年9月19日 - 2010年1月30日 |                    |                                  |
| 前作: BREAKERZ 『Everlasting Luv』                                           | 愛内里菜 『MAGIC』 | 次作: GARNET CROW 『As the Dew』 |